# Roccabianca
Roccabianca (emilián nyelven Rocabiànca) település Olaszországban, Emilia-Romagna régióban, Parma megyében. Lakosainak száma 2876 fő (2023. január 1.). Roccabianca Motta Baluffi, San Daniele Po, San Secondo Parmense, Sissa Trecasali, Torricella del Pizzo, Polesine Zibello és Soragna községekkel határos.

## Népesség
A település lakossága az elmúlt években az alábbi módon változott:
| Lakosok száma | 2998 | 2970 | 2876 |
|               | 2017 | 2018 | 2023 |